# Rapolas
Rapolas ist ein litauischer männlicher Vorname, abgeleitet von Raphael.

## Personen
- Rapolas Čarnas (1900–1926), kommunistischer Jugendfunktionär und Politiker
- Rapolas Jakimavičius (1893–1961), litauischer Bildhauer und Hochschullehrer
- Rapolas Saulius (* 1996), litauischer Hürdenläufer
- Rapolas Skipitis (1887–1976),  Rechtsanwalt und Politiker